# Vi tử rập
Sporoxeia sciadophila là một loài thực vật có hoa trong họ Mua. Loài này được W.W. Sm. miêu tả khoa học đầu tiên năm 1917.